# Іваньков В'ячеслав Кирилович
В'ячеслав Кирилович Іваньков (рос. Вячеслав Кириллович Иваньков; «Япончик», «Кіріллич», «Батя», «Японець», «Дід», «Ассирійский Зять»; 2 січня 1940, Москва, РРФСР, СРСР — 9 жовтня 2009 Москва, Росія) — легендарний кримінальний авторитет і російський злодій у законі. Найбільш відомий під прізвиськом «Япончик».

## Біографія
В'ячеслав Кирилович Іваньков народився 2 січня 1940 року в Москві. Обстановка в сім'ї Іванькова була неблагополучною, його батько зловживав алкоголем. В юності Іваньков займався боксом і вільною боротьбою, навчався в цирковому училищі, яке кинув через травму, працював слюсарем комбінату побутового обслуговування, бригадиром, фотолаборантом і тренером у спортшколі.
З 14 років Іваньков займався крадіжками. У 1965 році після першого затримання за кишенькову крадіжку отримав діагноз «шизофренія» і був відправлений на примусове лікування, але втік з лікарні. Психіатричний діагноз згодом дозволяв йому уникнути покарання за незначні злочини і був знятий тільки в 1974 році. Наприкінці 1960-х років Іваньков брав участь в банді Монгола (Геннадія Карькова), що займалася вимаганням, куди він потрапив, зокрема, завдяки боксерській майстерності. У банді Монгола за особливий розріз очей Іваньков отримав кличку Японець, а пізніше його стали називати Япончиком — по аналогії з одеським бандитом часів Громадянської війни Мишком Япончиком (сам Іваньков, втім, стверджував, що прізвисько Япончик він отримав ще в школі). У 1972 році Московський кримінальний розшук (МУР) розгромив банду Монгола, проте Іванькова завдяки його діагнозу вирок у справі про угруповання Карькова не торкнувся. У 1974 році (за іншими даними — в 1972 році) Іваньков був затриманий за бійку з грузинськими злодіями в законі в ресторані «Русь», яка призвела до загибелі одного з її учасників. Проте, причетність до неї Іванькова залишилася недоведеною, і він отримав лише невеликий термін за зберігання фальшивих паспортів і посвідчення водія, які були виявлені у нього під час обшуку. У той же час, перебуваючи в СІЗО, Іваньков був «коронований» кримінальниками «злодієм в законі».
Після розгрому угруповання Монгола, Іваньков організував власну банду, яка теж спеціалізувалася на здирництві та крадіжках у заможних громадян. Іванькову приписувалися слова «У цьому місті не МУР господар, а я». Кримінальний авторитет був особливо відомий тим, як уміло він уникав відповідальності. В окремих джерелах повідомляється, що причетність Іванькова до серйозних злочинів правоохоронним органам протягом довгого часу довести не вдавалося, він звинувачувався лише в 1978 році в зберіганні холодної зброї — незважаючи на те, що справою банди Іванькова займалися не тільки міліція, а й сили держбезпеки. У 1976 році Іваньков був звинувачений у вимаганні та втік від погоні, відстрілюючись (його друзі, втім, направили листи керівництву СРСР — Л. І. Брежнєву, А. Н. Косигіна, Ю. В. Андропову і Н. А. Щолокову — з твердженням, що стрілець не Іваньков, а міліціонери). Через півроку Іваньков сам з'явився в міліцію з підготовленим алібі. За деякими даними він, втім, все ж був визнаний хворим на параноїдальну шизофренію і засуджений за статтею 145 («грабіж») і статтею 191 («посягання на життя працівника міліції») КК РРФСР до п'яти років з відбуванням у психлікарні тюремного типу у Смоленську. При цьому через деякий час Іваньков був визнаний симулянтом і переведений в звичайну колонію.
У 1981 році в результаті спеціальної операції Іваньков був затриманий і в наступному році засуджений на 14 років позбавлення волі за статтею 146 («розбій, вчинений за попередньою змовою групою осіб із застосуванням зброї»), статті 218 («незаконне носіння, зберігання, придбання, виготовлення або збут зброї, бойових припасів або вибухових речовин») і статті 196 («підробка, виготовлення або збут підроблених документів»). Зазначалося, що адвокатом Іванькова на цих справах виступав Генріх Падва.
Термін Іваньков відбував спершу в селищі Талий, Магаданської області, а потім після бійки з ув'язненими був переведений в колонію міста Тулун Іркутської області. При цьому він дозволяв собі демонстративні порушення правил поведінки: Іваньков 58 разів порушував режим і 35 разів потрапляв у штрафний ізолятор і карцер. Під час ув'язнення, в 1986 році, Іваньков був засуджений за статтею 193 («заподіяння легкого тілесного ушкодження у відношенні посадової особи»), а в 1988 році — за статтею 110 («умисне тяжке або менш тяжке тілесне ушкодження, заподіяне в стані сильного душевного хвилювання»). Тоді ж, за деякими даними, Іваньков налагодив зв'язки з кримінальними авторитетами Сибіру. Наприкінці 1980-х років почалася кампанія по звільненню Іванькова — за нього клопотали багато відомих людей, в тому числі артисти Йосип Кобзон і Олександр Розенбаум, знаменитий лікар Святослав Федоров і правозахисник Сергій Ковальов. У лютому 1991 року рішенням судової колегії у кримінальних справах Верховного суду РРФСР покарання для Іванькова було пом'якшено, в результаті чого в листопаді він вийшов на свободу.
В 1992 році Іваньков виїхав спершу до Німеччини, а потім в США під виглядом співробітника кіностудії Ролана Бикова «12А» і за допомогою російсько-американського спільного підприємства «Пріоритет» (останнє за деякими даними було створено спеціально для еміграції Іванькова); крім цього, Іваньков також використовував фіктивний шлюб з громадянкою США. Іваньков влаштувався в Нью-Йорку, де став посередником у суперечках як між кримінальними авторитетами, так і російськими бізнесменами і, крім того, за деякими даними, займався наркобізнесом. Іваньков організував бригаду для рекету і знищення ворогів з 250 колишніх спортсменів і військових на чолі з колишнім офіцером КДБ. Окремі джерела повідомляли також, що Іваньков таємно відвідував і Москву, де намагався спровокувати війну проти чеченських угруповань. Пізніше в західній пресі зустрічалися твердження, що фактично в цей час Іваньков був главою «російської мафії» в Нью-Йорку. У власності Іванькова, за деякими даними, знаходилися ресторани в Маямі і Денвері, автомагазин в Х'юстоні і нерухомість в Колорадо.
У 1995 році Іваньков був затриманий ФБР за звинуваченням у вимаганні 3,5 мільйона доларів у американських підприємців Олександра Волкова і Володимира Волошина, що володіли фірмою Summit International. У січні 1997 року Іваньков був визнаний винним і засуджений на дев'ять років і сім місяців в'язниці за вимагання і фіктивний шлюб, відбував покарання у в'язниці «Алленвуд» (Allenwood). У 1999 році в камері у Іванькова був виявлений героїн, за що він був переведений в крило для особливо небезпечних злочинців. Перебуваючи в ув'язненні, Іваньков заявляв, що йому були відомі імена вбивць відомого підприємця Отарі Квантрішвілі (в 1981 році взяв під опіку дітей Іванькова) і популярного журналіста Владислава Лістьєва.
У квітні 2000 року Іваньков отримав в Росії заочне звинувачення у вбивстві двох турецьких бізнесменів і пораненні ще одного турецького бізнесмена в московському ресторані «Фідан» в лютому 1992 року; в США було направлено запит на екстрадицію. У липні 2004 року Іваньков був відпущений з американської в'язниці, але його тут же депортували в Росію. Російська прокуратура відмовилася закрити справу за терміном давності, мотивуючи це тим, що Іваньков переховувався в США від російського правосуддя; сам обвинувачений в свою чергу заявив, що має намір домагатися повної реабілітації.
Однак справа почала розвалюватися, що навіть призвело до відставки начальника управління з розслідування бандитизму і вбивств прокуратури Москви Григорія Шінакова. У липні 2005 року колегія присяжних визнала Іванькова невинним. У грудні того ж року виправдувальний вердикт був затверджений Верховним судом РФ а в квітні 2006 року законність вердикту була підтверджена президією Верховного суду РФ. У числі адвокатів, які представляли інтереси Іванькова на всіх цих слуханнях, був, зокрема, Олександр Гофштейн який в листопаді 2006 року був заарештований в Мадриді у справі про «російську мафію».
Після виправдання Іваньков заявив, що буде «вудити рибу» і не збирається займатися ніякими кримінальними розбірками. Проте, проживаючи за кордоном у другій половині 2000-х років Іваньков все ж виступав як «третейський суддя» в суперечках між різними угрупованнями. Зокрема, Іваньков брав участь у конфлікті між злочинними кланами Таріела Оніані (заарештованого в червні 2009 року) з одного боку і Аслана Усояна на прізвисько Дід Хасан і Лаші Шушанашвілі на прізвисько Лаша Руставський (у вересні 2008 року депортованого в Україну, але потім все ж повернувся в Росію) з іншого, зайнявши сторону останніх.
У липні 2009 року Іваньков приїхав в Росію для врегулювання суперечок між угрупованнями, що ділили контроль над московським гральним бізнесом. 28 липня в Москві було здійснено замах на Іванькова: в результаті пострілу на вулиці злочинний авторитет був важко поранений в живіт. У Слідчому комітеті при прокуратурі Росії було оголошено, що як основна передбачувана причина замаху розглядається конфлікт між злочинними угрупованнями.
Іваньков відомий вкрай негативним ставленням до преси, яку він іменує СМО — засобами масового обдурення.
Під час процесу у справі Іванькова в 2005 році його адвокати повідомляли, що в ув'язненні він написав цикл віршів, казки для дітей і автобіографічну книгу з робочою назвою «Проти вітру».
У пресі згадувалися дружина Іванькова Фаїна Комісар і сини Едуард (на прізвисько Едо, за деякими відомостями керував російськими злочинними угрупованнями в Австрії) і Геннадій. Позашлюбним або прийомним (за різними даними) сином Іванькова був впливовий злодій в законі Іван Нікіфоров на прізвисько Калина, убитий в 1992 році.